# يونغ هاريس (سياسي)
يونغ هاريس (بالإنجليزية: Young Harris)‏ هو قاضي وفاعل خير ومحامي وسياسي أمريكي، ولد في 1812 في مقاطعة إلبرت في الولايات المتحدة، وتوفي في 28 أبريل 1894 في أثينا في الولايات المتحدة. انتخب عضو مجلس نواب جورجيا.